# Ralph Drollinger
Ralph Kim Drollinger (nascido em 20 de abril de 1954) é um clérigo estadunidense e ex-jogador profissional de basquete. Ele liderou o "White House Bible Study Group" ("Grupo de Estudo Bíblico da Casa Branca"), um grupo de estudos patrocinado por 10 membros do primeiro escalão federal, que realizou reuniões semanais todas as quartas-feiras durante a administração Trump. Embora não aprecie ser visto como um dominionista ou um nacionalista cristão, Drollinger expressa muitos dos pontos de vista dos partidários destas ideologias, como a crença de que as leis dos Estados Unidos deveriam refletir a lei bíblica.
Drollinger jogou profissionalmente como pivô da National Basketball Association (NBA). Jogou basquete universitário pelo UCLA Bruins, vencendo dois campeonatos nacionais sob o comando do técnico John Wooden. Ele foi selecionado na quinta rodada do draft da NBA de 1978 e jogou na NBA pelo Dallas Mavericks.

## Educação
Drollinger estudou na Grossmont High School em La Mesa e na Universidade da Califórnia em Los Angeles, onde recebeu o diploma de Bacharel em Geografia/Ecossistemas. Mais tarde, ele recebeu o título de Mestre em Divindade pelo The Master's Seminary.

## Capitol Ministries
Em 1997, Drollinger fundou a Capitol Ministries, uma organização ministerial que oferece estudos bíblicos, evangelismo e discipulado a líderes políticos. A organização fundou ministérios em mais de 40 Capitólios Estaduais dos EUA desde então. Drollinger lidera a Capitol Ministries em Washington, D.C., e o que ficou conhecido internamente como The Members Bible Study no Capitólio dos EUA. Drollinger também liderou vários altos funcionários da administração Trump em um grupo semelhante na Casa Branca e forneceu guias de estudos bíblicos para Donald Trump. Ele não está associado à The Fellowship Foundation porquanto considera o seu ensino antibíblico.

### Capitol Ministries no Brasil
Em 2018, durante o governo Trump, e alinhado com a política externa deste, a Capitol Ministries abriu filiais em cinco países da América Latina: México, Honduras, Paraguai, Costa Rica e Uruguai, havendo previsão da inclusão de mais dois países à lista (Nicarágua e Panamá). Finalmente, em agosto de 2019, Drollinger e esposa chegaram ao Brasil para dar início aos trabalhos no país, sob os auspícios da ministra Damares Alves e com o apoio do senador Flávio Bolsonaro, o qual no dia 29 de agosto de 2019 postou em sua conta no Twitter:
Hoje, participei do lançamento do Capitol Ministries. O ministério, fundado pelo pastor Ralph Drollinger, desenvolve estudos bíblicos entre políticos, dentre eles, membros do governo dos Estados Unidos.
Mas a vinda da Capitol Ministries começou a ser articulada ainda no governo Temer, em 2017, através do pastor Giovaldo Freitas, vinculado à Igreja Batista da Moema. Naquele ano, durante o Global Leadership Summit em Chicago, do qual o pastor fez parte, foi convidado pelo pastor peruano Oscar Zamora a participar de um almoço onde discutiu-se a possível abertura de uma filial brasileira. Giovaldo conta que, após esta conversa inicial, passou por um treinamento da Capitol Ministries, onde havia pessoas do mundo todo:
Tinha várias pessoas da América Latina, alguns do Caribe, da Europa, gente da Ásia... Gente da Argentina, Paraguai, Uruguai, Equador, Colômbia, Bermudas, Bahamas, Guatemala, Honduras, Costa Rica, México, Holanda, Romênia, Rússia...
Numa reunião da qual participou Giovaldo, relatou estarem presentes ao menos três secretários de Trump: "a secretária de Educação, Betsy DeVos, o secretário de Energia, Rick Perry e o da Agricultura, Sonny Perdue". Em 2018, ainda no governo Temer, as negociações para a vinda da Capitol Ministries envolveram além de membros do Congresso brasileiro, embaixadores do Itamaraty e até o chefe de gabinete de Temer.
O início do governo Bolsonaro, em 2019, ampliou as perspectivas do ministério de Drollinger. Giovaldo afirma que embora não "levantem bandeiras", há uma "aproximação natural com os partidos mais à direita".
Segundo Magali Cunha, pesquisadora do Instituto de Estudos de Religião (ISER), "a partir de 2019, houve uma facilitação da entrada de grupos internacionais relacionados a projetos fundamentalistas. Existe, inclusive, financiamento internacional, cujas ações são padronizadas". Outra acadêmica, Katherine Franke, diretora do Centro Jurídico sobre Gênero e Sexualidade na Universidade de Colúmbia, alertou que o incentivo a estes projetos fundamentalistas por parte do Governo dos Estados Unidos violava a Separação Igreja-Estado, prevista na Constituição dos Estados Unidos:
O Governo está promovendo a religião como um projeto oficial do Governo e isso claramente viola uma das cláusulas. Mais ainda, o Governo está promovendo uma visão particular da religião, sem fazê-lo imparcialmente. E esse é um segundo tipo de violação.

## Filosofia politica
Drollinger é um cristão evangélico conservador que descreve a sua crença de que deveria "de facto" haver uma separação "institucional" entre Igreja e Estado, mas que a Igreja ainda deveria "influenciar" o Estado. Drollinger também é conhecido por suas posições anti-LGBTQ, anti-direitos das mulheres, anti-imigração (ele apoia a separação familiar na fronteira), negacionismo das mudanças climáticas e por declarar o catolicismo como "uma das principais religiões falsas do mundo". Em março de 2020, Drollinger gerou polêmica quando pareceu vincular a pandemia de COVID-19 à ira de Deus e à homossexualidade. Mais tarde, ele afirmou que foi mal interpretado e que não "acreditava que a homossexualidade desempenhasse qualquer papel no coronavírus".

## Vida pessoal
Drollinger é casado com Danielle Madison, com quem teve três filhos e sete netos. Ele é filho do fundador da "Adventure16", uma rede varejista de lojas especializadas em montanhismo localizada no sul da Califórnia. Drollinger é um alpinista de classe mundial e a primeira pessoa a escalar todos os picos do espinhaço principal da Sierra Nevada entre Olancha e Sonora Pass, Califórnia, uma seção de 250 milhas do espinhaço comumente chamada de High Sierra.

## Publicações
- Drollinger, Ralph (2013). Rebuilding America: The Biblical Blueprint. [S.l.]: Premier Publishing. ISBN 978-1-62467-024-4